# John F. Dockweiler
John Francis Dockweiler (ur. 19 września 1895 w Los Angeles, zm. 31 stycznia 1943 tamże) – amerykański polityk, członek Partii Demokratycznej.

## Działalność polityczna
W okresie od 4 marca 1933 do 3 stycznia 1939 przez trzy kadencje był przedstawicielem nowo utworzonego 16. okręgu wyborczego w stanie Kalifornia w Izbie Reprezentantów Stanów Zjednoczonych.